# Eureka Street
Eureka Street è un romanzo scritto da Robert McLiam Wilson, autore nordirlandese nato a Belfast nel 1964. 

## Trama
Il romanzo è ambientato nella Belfast del 1994 e vede come protagonisti due amici trentenni, Chukie,  protestante e Jake, cattolico.
La vicenda loro e dei tanti personaggi che incrociano è collocata nella complessa e sofferta realtà scandita da scontri tra cattolici repubblicani e protestanti unionisti e da attentati dell'IRA.
La potente e terribile descrizione dell'esplosione di una bomba in un pub costituisce il momento più drammatico del romanzo, in cui l'orrore dello strazio dei corpi delle vittime e la lacerazione delle menti dei sopravvissuti sono unità umana di misura del dolore assoluto, come tale incompatibile con gli obiettivi della lotta politica. 
La Belfast  teatro alle vicende dei personaggi è descritta come città tragica, caleidoscopica e ricca di cuore e l'autore quasi la personifica nel finale, rendendole una splendida dichiarazione d'amore.